# Jean-Claude Duplessis
Pour les articles homonymes, voir Duplessis.
Jean-Claude Chambellan Duplessis, pseudonyme de Giovanni Claudio Ciambellano, est un orfèvre, bronzier, cartonnier, dessinateur et ferronnier, né à Turin (Duché de Savoie) en 1699, et mort à Paris en 1774.
Il est le père de Jean-Claude-Thomas Chambellan Duplessis (1730-1783), bronzier à la manufacture de Sèvres, qui élabora des pièces de goût néo-classique sous le règne de Louis XVI.

## Biographie
Le premier travail qu'exerce Duplessis père est celui d'orfèvre au service du prince de Carignan, du duc de Savoie et du roi de Sardaigne. Il arrive en France à la suite du prince de Carignan, devenu lieutenant général des armées du roi de France vers 1730, et il lui donne l'hospitalité dans son hôtel de Soissons à Paris.
À la disparition de ce prince, il se place sous la protection du comte Marc-Pierre de Voyer de Paulmy d'Argenson qui obtient de le faire loger au palais du Louvre. En 1748, il collabore au développement de la manufacture de Vincennes en y travaillant quatre jours par semaine à la réalisation de dessins pour renouveler les formes des œuvres, vaisselles et vases. En 1755, il perfectionne et réalise un tour particulier à la réalisation des modèles ovales. Il va également y créer de nombreuses montures en bronze pour différentes pièces d'orfèvrerie que lui commandent les marchands-merciers de la rue Quincampoix, dont Lazare Duvaux. Parmi ses clients figurent le comte d'Argenson, Augustin Blondel de Gagny et le duc de Chaulnes.

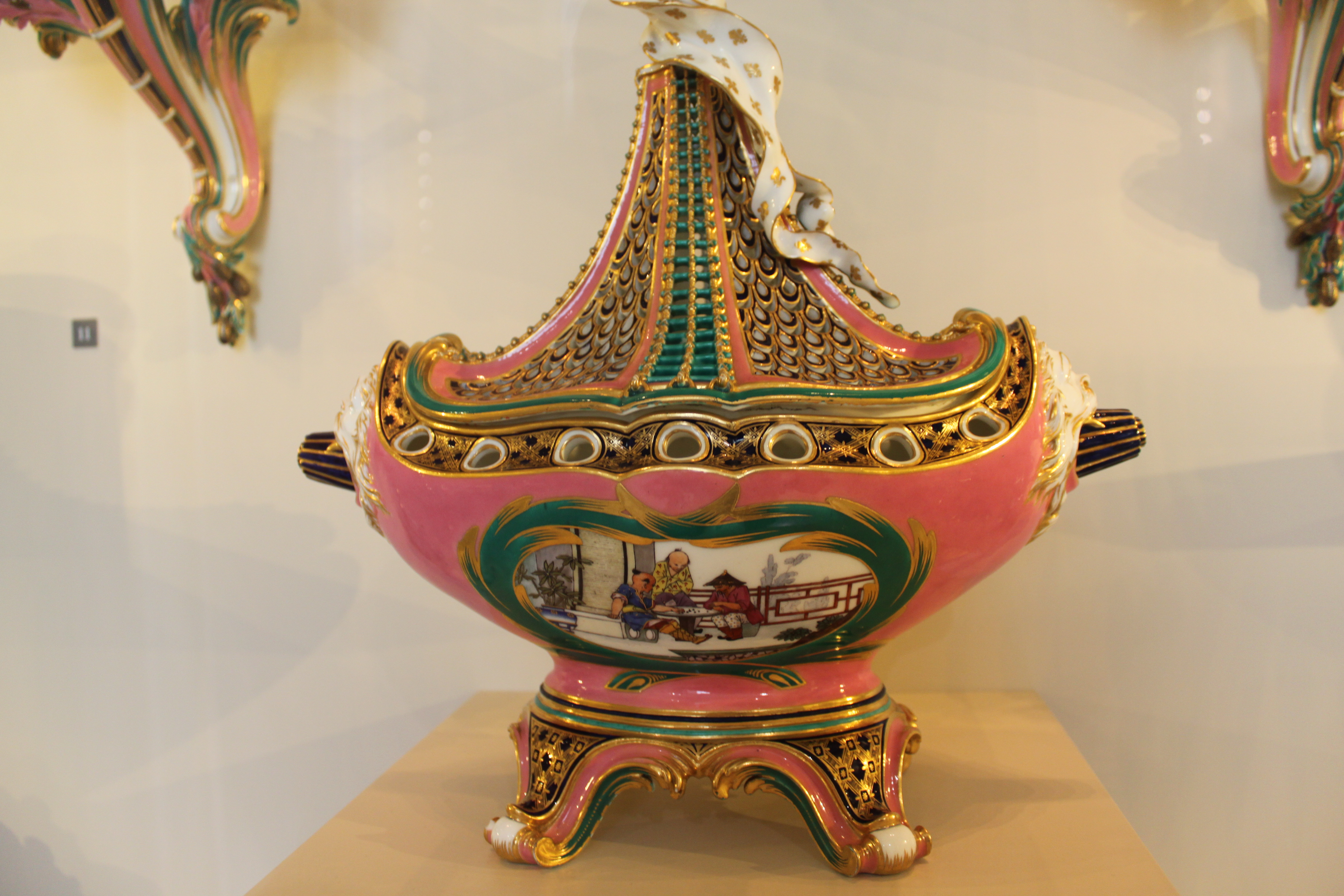
Forme de vaisseau à mât.

Au mois d'août 1756, il va s'installer dans les nouveaux locaux de ce qui va devenir la manufacture nationale de Sèvres.
Orfèvre du roi en 1758, il loge en 1764 rue Sainte-Marthe à Paris. Il exerce son activité d'orfèvre, de bronzier et de marchand, bien qu'il ne possède pas de maîtrise. Il pratique, dans ses résidences très protégées, la fonte, la ciselure et la dorure des pièces d'orfèvrerie.
Il crée les dessins des formes dites « Vaisseau à mât » et le Vase à têtes d'éléphants. Il va donner son nom à différentes formes d'assiettes et de vases. Son style est rocaille, dit aussi rococo.

## Œuvres dans les collections publiques
Aux États-Unis
- Los Angeles, Getty Center :
  - Vase pot-pourri Pompadour, 1755, paire de vases pot-pourri en porcelaine tendre, fond bleu foncé(bleu Lapis), décoration en rouge carmin (camaïeu de rose), dorure ;
  - Aiguière et bassin, 1757, porcelaine tendre, couleur de fond rose, décor émaillé polychrome dorures ;
  - Vase forme œuf, 1765, conception de Duplessis, modelé par Michel Coudray-Dorothée, fond bleu, dorure, porcelaine tendre ;
- New York, Metropolitan Museum of Art : Seau à bouteilles faisant partie du service Bleu Céleste, 1753, 19,7 × 26 × 20,3 cm ;
- Washington D.C, Hillwood Estate, Museum & Gardens :
  - Soupière, ou Pot à Oille, 1754, service Bleu Céleste, porcelaine tendre de Vincennes ;
  - Plateau pour le pot à oille, 1754, porcelaine tendre ;
  - Cuves Courteille, 1782, porcelaine dure, garniture de trois vases, manufacture nationale de Sèvres, formes de Duplessis ; peintre : Philippe Castel, doreur : Vincent Henri-François ;

En France
- Paris :
  - musée des arts décoratifs : partie de trois vases Duplessis à fleurs, 1750, balustre rocaille ;
  - musée du Louvre : Vase pot-pourri de type vaisseau, 1760, porcelaine tendre de Sèvres, fond rose les couleurs rose et vert scène de genres comportant trois Chinois, peinture attribuée à Charles-Nicolas Dodin, 37 × 35 cm ;
  - Petit Palais : Pendule à orgues au concert de singes, 1750, horloger: Jean Moisy ; orfèvre : Jean-Claude Chambellan dit Duplessis ; modèles des figurines en porcelaine dure de Saxe : Johann-Joachim Kädler (1706-1775) et Peter Reinicke (1715-1768), bronzes dorés, fleurs en porcelaine tendre de Vincennes ;
- Sèvres, musée national de Céramique :

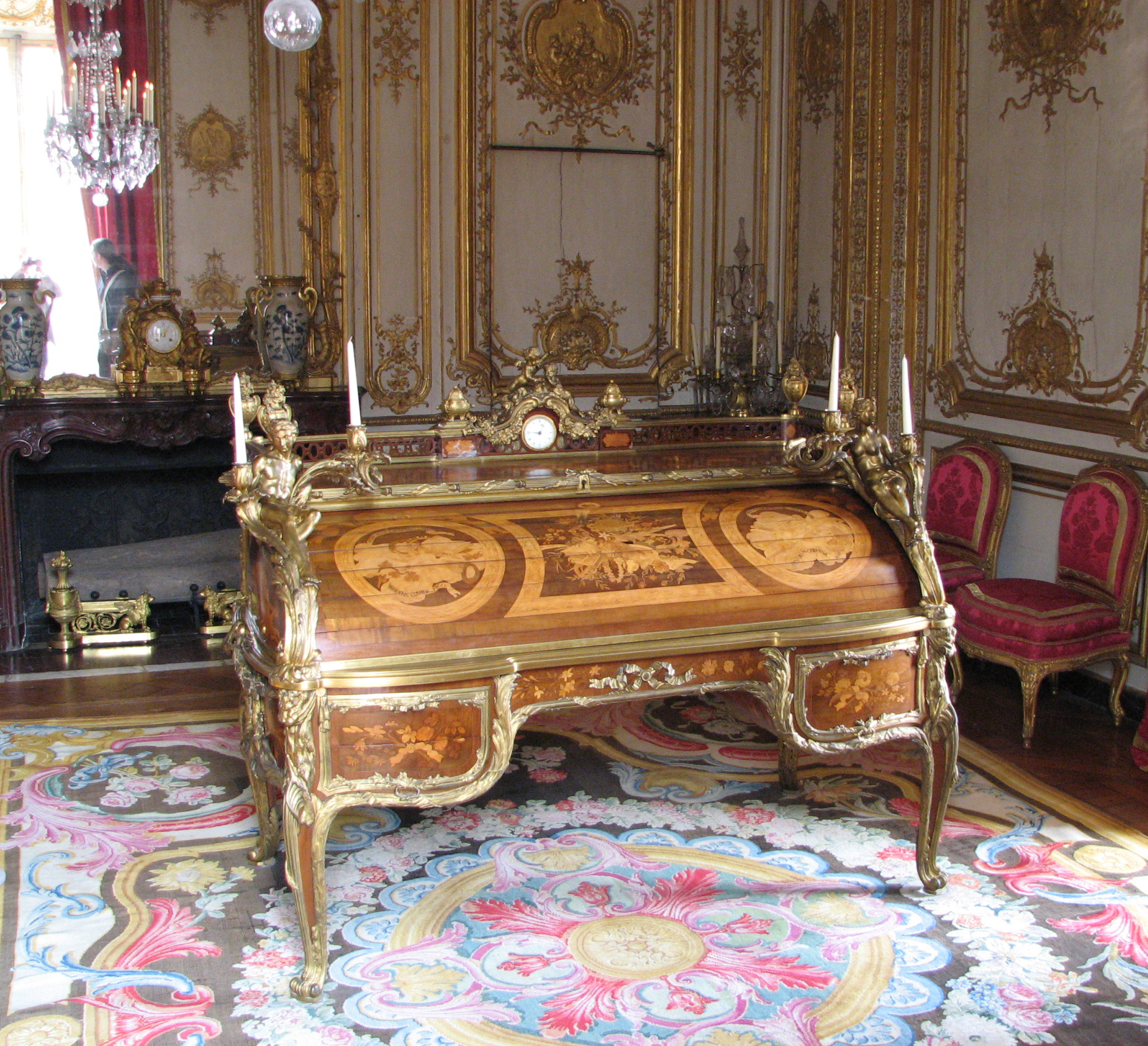
Bronzes du bureau à cylindre.

- - Vase de Choisy à compartiments, 1752, dit aussi Vase Duplessis , dessin[1] ;
  - Vase Duplessis, 1745, porcelaine tendre, émail doré, 15,8 cm ;
  - Encrier, 1758, forme dessinée par Duplessis, porcelaine de Sèvres, séries de petite roses et guirlandes et deux globes miniatures, surmonté entre les deux par une couronne royale en son centre et comportant une cloche à l'intérieur de la couronne ;
- Versailles, château de Versailles : bronzes du bureau à cylindre de Jean-François Oeben et Jean-Henri Riesener pour Louis XV ;

Au Royaume-Uni
- Londres, Victoria and Albert Museum : partie du service Bleu céleste de Louis XV.

En Turquie
- Istanbul, palais de Topkapi : Brasero Topkapi, vers 1740, pièce d'orfèvrerie commandé par Louis XV comme présent au roi de Turquie Mahmud Ier en 1742 ;